# Thor cocoensis
Thor cocoensis is een garnalensoort uit de familie van de Hippolytidae. De wetenschappelijke naam van de soort is voor het eerst geldig gepubliceerd in 2001 door Wicksten & Vargas.